# Мисаса
Мисаса (яп. 三朝町 Мисаса-тё:) — посёлок в Японии, находящийся в уезде Тохаку префектуры Тоттори. Площадь посёлка составляет 233,46 км², население — 6616 человек (1 августа 2014), плотность населения — 28,34 чел./км².

## Географическое положение
Посёлок расположен на острове Хонсю в префектуре Тоттори региона Тюгоку. С ним граничат города Тоттори, Кураёси, Манива и посёлки Юрихама, Кагамино.

## Население
Население посёлка составляет 6616 человек (1 августа 2014), а плотность — 28,34 чел./км². Изменение численности населения с 1980 по 2005 годы:
| 1980 | 8771 чел. |  |
| 1985 | 8880 чел. |  |
| 1990 | 8700 чел. |  |
| 1995 | 8356 чел. |  |
| 2000 | 7921 чел. |  |
| 2005 | 7509 чел. |  |

## Символика
Деревом посёлка считается конский каштан, цветком — Hymenanthes, птицей — Megaceryle lugubris.